# 릴카
릴카(Lilka, 1990년 10월 21일~)는 대한민국의 인터넷 방송인이다. 에어 프랑스에서 객실 통역으로 일하던 중 유튜브를 통해 인터넷 방송을 접한 뒤, 퇴사하고 트위치에서 처음 1인 미디어를 시작하였다. 그러나 트위치 코리아의 일방적인 영구 정지 이후 해당 조치의 부당함을 주장하였고, 이로 인해 공정거래위원회가 개입하여 트위치 측에 일방적 계약 해지 가능 조항 등 5개 조항의 시정을 권고하는 데 영향을 끼쳤다.
이후 릴카는 아프리카TV와 유튜브로 플랫폼을 옮겨, 2018년 아프리카TV 시상식에서 신인상, 게임엔터테이너 BJ 여성 부문을 수상하였다. 그 외 K리그 홍보대사 등 축구 관련 콘텐츠 진행, 화보 촬영 등의 활동을 하였다. 2022년 3월 릴카는 트위치 계정이 복구되었음을 알렸다.

## 생애

### 방송 활동 전
1990년 10월 21일, 프랑스 푸아투샤랑트 푸아티에(현재의 누벨아키텐 푸아티에)에서 태어났다. 초등학교 시절 대한민국으로 돌아와 이화여자대학교에서 불어불문학과를 전공하고 의류학과를 부전공하고, 졸업 후 항공사 승무원, 통역사 등으로 근무했다. 릴카는 이 당시 비번일 때 호텔에서 지내던 중 유튜브를 보며 게임·토크 방송을 알게 된 후, 다니던 직장을 그만두고, 트위치에서 인터넷 방송을 시작했다고 2020년 7월 경 자신의 유튜브 채널에서 밝혔다.

### 방송 활동

릴카의 연꽃 엠블럼

트위치에서 게임 방송 등을 진행하던 릴카는 2018년 1월 1일 뜨뜨뜨뜨와 함께, 트위치 코리아로부터 뷰봇 프로그램으로 시청자 수를 조작했다는 통보를 받고 사전 경고도 없이 영구 정지당했다. 릴카와 뜨뜨뜨뜨는 해당 처분에 사실 무근이라고 항의하였으나 전혀 소명 기회를 받지 못했고, 트위치 코리아는 미국 본사 측에 연락하라고 답변했다. 본사 측에서는 둘에게 고소 남용으로 맞고소하겠다고 대응했다. IT 조선은 2020년 4월 9일 기사에서, 트위치 운영자가 특정 스트리머를 밀어주기 위해 자신들을 차단했다는 주장을 전달하며, 트위치 코리아에서 어떠한 해명도 없었음을 지적했다. 2019년 12월 릴카는 인터넷 방송 중, 이 사건으로 인해 우울증과 수면 장애를 앓고 있음을 고백하며 장기 휴방을 선언했다. 이후 2020년 4월 19일, 공정거래위원회는 트위치 측에, 해당 사건으로 논란이 된 일방적 계약 해지 가능 조항, 소송 금지 조항 등 5개 조항을 시정하도록 권고하였다.
트위치 영구 정지 이후, 릴카는 아프리카TV와 유튜브로 플랫폼을 옮겼다. 아프리카 이적 이후 릴카는 2018년 아프리카TV 시상식에서 신인상, 게임엔터테이너BJ 여성 부문, 2019년 BJ 대상 '게임 엔터테이너' 부문을 수상하였다. 2021년 릴카는 스토킹 피해를 호소했고, 이로 인해 12월 16일 아프리카TV를 통해 장기 휴방을 공지했다. 2022년 3월, 릴카는 4년만에 트위치 계정이 복구되었음을 알리며 복귀했다. 릴카는 "오랜 기다림 끝에 그래도 그 결국이 왔다. 세상이 그래도 틀리지는 않았나 보다." 라고 소감을 밝혔다.

### 그 외의 활동
릴카는 2019년 1월 아프리카TV에서 2019년 AFC 아시안컵 중계한 것을 시작으로, 같은 해 2월 강은비와 함께 K리그 콘텐츠 BJ로 선정되었으며, 5월 K리그 홍보대사로 임명되는 등 축구 관련 콘텐츠를 진행하였다. 8월 17일에는 대구 FC 대 경남 FC 경기가 있던 DGB대구은행파크에 찾아가 경기장을 소개하는 한 편 세징야의 팬을 자처하기도 했다.
2019년 9월에는 텀블벅 펀딩을 통해 친필사인과 자신의 고양이 사진이 포함된 개인 굿즈 프로젝트를 개설하였다.
2020년 5월 패션 잡지 NYLON과 화보를 촬영하였다.